# Anolis caceresae
Anolis caceresae — вид ігуаноподібних ящірок родини анолісових (Dactyloidae). Ендемік Гондурасу. Описаний у 2018 році.

## Поширення і екологія
Anolis caceresae мешкають на південному заході Гондурасу. Вони живуть в гірських хмарних лісах, на висоті від 1200 до 2260 м над рівнем моря.